# Batalha de Veios (480 a.C.)
A Batalha de Veios de 480 a.C. foi travada entre o exército romano, composto por quatro legiões reforçadas por destacamentos dos aliados latinos e hérnicos, comandado por Marco Fábio Vibulano e Cneu Mânlio Cincinato e o da cidade de Veios e seus aliados etruscos. O resultado foi uma vitória romana.

## Contexto
Na época, os veios estavam realizando frequentes raides ao território romano. Os romanos, contudo, não estavam dispostos a oferecer uma batalha campal, tanto pela força do inimigo quanto por dissidências internas por causa da demora para aprovar a Lex Cassia agraria, proposta por Espúrio Cássio. Em 480 a.C., as condições finalmente se mostraram favoráveis para levar a guerra de volta a Veios.
Os dois cônsules formaram dois acampamentos separados em frente ao acampamento inimigo, disposto de forma a defender Veios e onde estavam não somente os habitantes da cidade, mas também etruscos provenientes de toda a Etrúria, uma força maior que a dos romanos.
Cincinato e Vibulano, apesar de escaramuças de pouca importância e das provocações do inimigo, adotaram uma tática defensiva, não deixando ao inimigo a escolha da ocasião para o início da batalha. Quando um raio atingiu a tenda de Cincinato, um presságio muito negativo, ele ordenou que todo o acampamento fosse abandonado e juntou suas forças às de Vibulano, formando um único acampamento fortificado. Seu antigo acampamento foi arrasado pelos veios. Ainda assim, os dois não se decidiam pela batalha, tanto pela falta de confiança no espírito de luta dos soldados plebeus, que detestavam especialmente os Fábios por sua forte oposição à distribuição de terras entre os cidadãos romanos, e tentavam ignorar as provocações etruscas. Porém, esta demora causou uma reação no próprio exército que, no final, como esperavam os cônsules, se voltou aos seus comandantes pedindo pela batalha.
Neste ponto, Vibulano expressou toda sua preocupação em relação às dissidências internas entre os romanos em um longo e vibrante discurso em resposta a Marco Flavoleio, um primipilo plebeu muito conhecido por sua bravura, no qual jurou à causa dos romanos unidos contra o inimigo. Neste ponto, os cônsules deram a ordem de batalha.

## Batalha
A ala direita romana foi comandada por Cneu Mânlio Cincinato, o centro por Marco Fábio Vibulano e a esquerda, pelo legado Quinto Fábio Vibulano, irmão de Marco Fábio e cônsul por duas vezes.
A situação imediatamente ficou difícil para a esquerda romana, seja pela inferioridade numérica, seja pela posição mais elevada na qual estava a direita inimiga à sua frente. Completamente cercado, Quinto Fábio morreu atravessado por uma lança inimiga (ou uma espada segundo Lívio). Naquela altura, o cônsul e irmão de Quinto, Marco Fábio, com seu outro irmão, Cesão Fábio tentaram ferozmente prestar socorro ao irmão, mas não conseguiram chegar a tempo. Porém, conseguiram mudar o destino da batalha, impedindo a direita inimiga de avançar.
Enquanto isso, o outro cônsul, Cneu Mânlio, foi ferido no joelho e foi levado ao acampamento romano, o que foi interpretado pelos etruscos como o início de uma debandada. Foi somente a chegada dos Fábios que evitou que a batalha fosse perdida ali.
Neste momento, o acampamento romano, que não estava bem vigiado por causa da batalha, foi atacado pelos etruscos que haviam tomado o antigo acampamento abandonado pelos romanos. Na batalha, o cônsul Cneu Mânlio foi morto e, com ele, os soldados que guarneciam o acampamento. Um contingente romano liderado pelo legado Tito Sicío conseguiu expulsar os etruscos e reconquistar o acampamento.
A batalha continuou sangrenta até a noite, com diversos revezes de ambos lados, e somente o abandono do acampamento pelos veios é que permitiu que os romanos, no dia seguinte, se proclamassem vencedores.

## Consequências
Os romanos, depois de terem saqueado o acampamento inimigo, enterraram seus mortos, voltaram para Roma. Fábio Vibulano recusou seu triunfo por causa da perda de seu colega e de seu irmão e renunciou à sua posição dois meses antes do final do mandato.